# Reurbanisierung

Bevölkerungs- und Arbeitsplatzwanderung bei der Reurbanisierung

Reurbanisierung ist die Bevölkerungs- und Beschäftigungszunahme in der Kernstadt. Es kommt dabei zu einer Aufwertung der Kernstadt. Auslöser können zum Beispiel sein:
- Investitionen in Stadterneuerung
- Höherbewertung städtischer Lebensstile
- Strukturwandel (Tertiarisierung)
- vorausgehende Suburbanisierung, die Wohnraum in der Kernstadt wieder bezahlbar macht
- höhere Verkehrskosten (Energiepreise), welche das Leben in der Stadt in Relation günstig machen

Reurbanisierung ist ein zyklisches Phänomen, eingebettet in den Urbanisierungszyklus von: Urbanisierung – Suburbanisierung – Desurbanisierung – Reurbanisierung, wobei die einzelnen Phasen parallel ablaufen können und nicht zwingend aufeinander folgen. Es konnten in Deutschland das Phänomen der Desurbanisierung im Ruhrgebiet und im Bergischen Land, in den neuen Bundesländern (Chemnitz, Jena, Ostberlin, Leipzig) nach der Wende sowie an der niedersächsischen Nordseeküste beobachtet sowie auch Ansätze der Reurbanisierung in Städten wie Leipzig oder Berlin bereits nachgewiesen werden. Der Reurbanisierung geht grundsätzlich eine Suburbanisierung oder Urbanisierung voraus.
Beispiele für Reurbanisierung ist die steigende Attraktivität, wieder in der Stadt zu wohnen. So steigt beispielsweise in Deutschland das Interesse, wieder in die Stadt zu ziehen, vor allem bei Menschen, die älter als 50 Jahre sind. Sie möchten oftmals in der Stadt die vorhandenen Annehmlichkeiten nutzen können, ohne auf das Auto angewiesen zu sein. Allerdings setzen nach wie vor nur wenige ihr Umzugsvorhaben um.
Derzeit (Stand 2018) gibt es viele Anzeichen, dass in Deutschland eine Reurbanisierung stattfindet. So stiegen von 2006 bis 2015 die Einwohnerzahlen fast aller Großstädte außerhalb des Ruhrgebietes, während sie deutschlandweit stagnierten. Neben der gestiegenen Zuwanderung nach Deutschland zählen Binnenwanderungen zu den entscheidenden Faktoren, die die Entwicklung und Zusammensetzung der Bevölkerung in den Städten und Gemeinden beeinflussen. Sie führen zu Zu- oder Abwanderungen, zu einer jüngeren oder älteren Einwohnerschaft.